# Huajia Xiang
Huajia Xiang (kinesiska: 花甲, 花甲乡) är en socken i Kina. Den ligger i provinsen Yunnan, i den sydvästra delen av landet, omkring 320 kilometer sydost om provinshuvudstaden Kunming. Antalet invånare är 22 122. Befolkningen består av 10 777 kvinnor och 11 345 män. Barn under 15 år utgör 28,0 %, vuxna 15-64 år 64 %, och äldre över 65 år 6,0 %.
Genomsnittlig årsnederbörd är 1 631 millimeter. Den regnigaste månaden är juni, med i genomsnitt 338 mm nederbörd, och den torraste är februari, med 13 mm nederbörd.